# Liste der Denkmale in Opole
In dieser Liste sind die Denkmale, Statuen, Brunnen, Standbilder, Ehrenmale und Skulpturen im öffentlichen Raum der heute polnischen Stadt Opole aufgeführt.
Einige von ihnen wurden im Laufe der Zeit von ihrem ursprünglichen Aufstellungsort entfernt, umgestellt, umgestaltet oder zerstört.
|  | Peregrinus Opoliensis Lage: an der Oppelner Universität, neben der Bergelkirche Errichtet: 14. Jahrhundert Skulptur des Pereginus von Oppeln, Dominikaner und Prior des Klosters des heiligen Wojciech in Breslau |

|  | Grabstätte von Johann I. (Oppeln) Lage: Universitätshügel Errichtet: 14. Jahrhundert Johann I., Herzog von Oppeln, Erbauer des Piastenschlosses |

|  | Bildstock Lage: Universitätshügel an der Bergelkirche Errichtet: 1609 |

|  | Statue des heiligen Sebastians Lage: ul. Grundwaldzka 11 Errichtet: 17. Jahrhundert Das Denkmal stand einst auf einer kleinen Kapelle auf dem Gelände des heutigen Ostbahnhofes. Heute steht es an der Herz-Jesu-Kirche in Oppeln auf einem neuen Sockel |

|  | Mariensäule Lage: an der Oppelner Universität Errichtet: 1702 |

|  | Statue des Hl. Johannes Nepomuk Lage: Plac Wolnosci - Vor dem Franziskanerkloster Errichtet: 1711 Die Statue stand einst vor dem Hotel Bristol an der Malapanerstraße (ul. Ozimska). |

|  | Statue des Hl. Johannes Nepomuk Lage: Auf dem Campus der Universität an der ul. Oleska Errichtet: 1720 Die Statue wurde 1998 auf dem heutigen Standort aufgestellt. Zuvor stand sie auf anderen Plätzen |

|  | Statue des Hl. Johannes Nepomuk in Oppeln-Czarnowanz Lage: Czarnowanz - Friedhof Errichtet: 1772 |

|  | Grabstein Helena Catharina von Francken Lage: Park am Collegium Maius Errichtet: 1797 |

|  | Obelisk Lage: an der Oppelner Universität Errichtet: 19. Jahrhundert Auf dem Obelisk befindet sich u. a. ein Ouroboros. |

|  | Statue des Hl. Johannes Nepomuk Lage: An der Kirche St. Peter und Paul Errichtet: 19. Jahrhundert Die Statue stand einst auf der Pascheke an der Oderbrücke auf dem heutigen Standort des Hotels Piast an der ul. Piastowska. 1855 wurde die Statue auf die andere Brückenseite in der Odervorstadt an der Jahrhundertbrücke (heute Most Piastowska) versetzt. Nach Zerstörung des Brücke im Zweiten Weltkrieg blieb die Statue zunächst unversehrt an ihrem Platz. In den 1950er wurde die Nepomukstatue daraufhin an die heutige Stelle vor die St.-Peter-und-Paul-Kirche verlegt. |

|  | Statue des Heiligen Christophorus Lage: Universitätshügel Errichtet: 1867 Der Heilige Christopherus ist der Schutzpatron der Reisenden und Autofahrer. Die Statue wurde 1867 in Kluczbork von Carl Kern geschaffen. Ursprünglich stand sie vor dem Haupteingang des Schlosses Koppitz in Koppitz. Im Zweiten Weltkrieg wurde das Denkmal leicht beschädigt. Nach aufwendigen Renovierungsarbeiten wurde das Denkmal am 4. Oktober 2005 auf dem Universitätshügel an der Brücke zwischen dem Collegium Minus und dem Collegium Maius aufgestellt |

|  | Frühlingsskulptur Lage: an der Oppelner Universität, neben der Bergelkirche Errichtet: 1850 eine der Skulpturen der Vier Jahreszeiten von Hartmann |

|  | Sommerskulptur Lage: an der Oppelner Universität, neben der Bergelkirche Errichtet: 1850 eine der Skulpturen der Vier Jahreszeiten von Hartmann |

|  | Herbstskulptur Lage: an der Oppelner Universität, neben der Bergelkirche Errichtet: 1850 eine der Skulpturen der Vier Jahreszeiten von Hartmann |

|  | Winterskulptur Lage: an der Oppelner Universität, neben der Bergelkirche Errichtet: 1850 eine der Skulpturen der Vier Jahreszeiten von Hartmann |

|  | Juno-Statue Lage: Schlosspark Errichtet: 1867 Die Juno-Statue wurde 1867 für die Weltausstellung in Paris entworfen. Sie stand zunächst vor der Hauptpost, wurde dann 1903 vor das Piastenschloss in den Schlosspark gestellt. 1928 wurde das Denkmal wiederum versetzt, in eine Grünfläche auf der südlichen Seite der Pascheke. Die Statue wurde im Zweiten Weltkrieg zerstört. Der Sockel steht noch heute im Park Nadodrzański Die Statue wurde 2017 rekonstruiert. |

|  | Kaiser-Wilhelm-Denkmal Lage: vor dem Regierungsgebäude am Regierungsplatz (heute Plac Wolności) Errichtet: 1891 Standbild 1890 von Bildhauer Max Wiese; 1945 zerstört |

|  | Helmuth-von-Moltke Denkmal Lage: Malapanerstraße vor der Kaserne II.(heute: Ulica Ozimska) Errichtet: 1899 Am 30. September 1899 enthüllt; Höhe 1,15 m; Beschädigung des Denkmals während der französischen Besatzung 1922; vermutlich nach 1941 eingeschmolzen |

|  | Wegekreuz Lage: ul Nyska Errichtet: 1899 Inschrift: Gelobt sei Jesus Christus - Gestiftet von Caroline Laqua |

|  | Ceres-Brunnen Lage: Plac Ignacego Daszyńskiego (Friedrichsplatz) Errichtet: 1907 Statue der Göttin Ceres (römische Göttin der Feldfrucht und Beschützerin der Familie), Werk des Bildhauers Edmund Gomansky, bis 1945 mit einem Baldachin aus Kupfer |

|  | Bismarckdenkmal Lage: am Bahnhof Errichtet: 1911 Das vom Bildhauer Robert Bednorz geschaffene Denkmal wurde am 20. August 1911 enthüllt. An der 3 m hohen Stele befand sich ein Porträtrelief von Bismarck. Nach 1945 wurde das Denkmal bis auf die steinerne Balustrade entfernt. Heute befinden sich hier Telefonzellen. |

|  | Denkmal für Kaiser Wilhelm II. Lage: Bolkoinsel Errichtet: 1913 Das Denkmal bestand aus einem Stein, indem eine Bronzemedaille mit dem Bildnis des Kaisers enthalten war. Diese wurde nach 1945 entfernt. Der Stein steht noch heute an seiner Position. |

|  | Denkmal für Johanna von Schaffgotsch Lage: an der Oppelner Universität, am Plac Kopernika Errichtet: bekannt als das „Schlesische Aschenputtel“, Gründerin von zahlreichen Waisenhäusern und Kirchen |

|  | Denkmal für die Gefallenen des Ersten Weltkriegs in Oppeln-Czarnowanz Lage: pl. Klasztorny Errichtet: ca. 1920 Denkmal für die Gefallenen der Dörfer Czarnowanz, Borrek, Krzanowitz, Horst und Frauendorf |

|  | Gefallenendenkmal Lage: ul. Ozimska Errichtet: 1924 Denkmal für die Gefallenen des Infanterie-Regiments Nr. 63 zu Oppeln, Werk des Bildhauers Thomas Myrtek, teilweise erhalten |

|  | Gefallenendenkmal Königlich Neudorf Lage: Plac Koscielny Errichtet: 1925 Das Denkmal befand sich auf dem Platz nördlich der röm.-kath. Kirche im Oppelner Stadtteil Königlich Neudorf (poln. Nowa Wieś Królewska). Es hatte einen kreisförmigen Grundriss. Das Denkmal existiert heute nicht mehr. |

|  | Gefallenendenkmal Vogtsdorf Lage: ul. Wyszomirskiego Bogumiła Errichtet: um 1925 Das Denkmal wurde nach dem 1. Weltkrieg für die Gefallenen des Dorfes Vogtsdorf (poln. Wójtowa Wieś) errichtet. Nach dem 2. Weltkrieg wurden die Inschriften verputzt. Zu Beginn der 1990er Jahre wurden die Inschriften wieder sichtbar gemacht und das Denkmal mit den Namen der gefallenen Dorfbewohner im 2. Weltkrieg ergänzt. |

|  | Gefallenendenkmal Groschowitz Lage: ul. Buhla Franciszka Józefa Errichtet: 1922 Im Jahr 1946 wurde das Denkmal entfernt. |

|  | Landjägerdenkmal Lage: ul. Piastowska Errichtet: 1926 Das Denkmal wurde 1926 vor dem alten Piastenschloss aufgestellt. Nachdem dieses abgerissen wurde, stellte man Denkmal einige Meter in Richtung Süden wieder auf. Nach dem Zweiten Weltkrieg wurden die Denkmalinschriften entfernt. Einige Jahre später wurde auch der Sockel entfernt. |

|  | Denkstein für Erich Schmidt Lage: Bolkoinsel Errichtet: 1927 Der Stein existiert heute nicht mehr. |

|  | Gefallenendenkmal Lage: Ecke ul. Książąt Opolskich und Konopnickiej Errichtet: 1928 Denkmal für die Soldaten des 23 Reserve-Infanterie-Regiment des Ersten Weltkrieges, im Zweiten Weltkrieg zerstört. |

|  | Gefallenendenkmal der Postbeamten Lage: Errichtet: 1930 Denkmal für die im Ersten Weltkrieg gefallenen Mitarbeiter der Oberpostdirektion Oppeln, Werk des Bildhauers Felix Kupsch |

|  | Denkmal für die Gefallenen des Ersten Weltkriegs in Oppeln-Goslawitz Lage: Goslawitz - Ulica Wiejska Errichtet: 1933 Das Denkmal wurde 1933 zu Ehren der 72 Gefallenen Dorfbewohner im Ersten Weltkrieg aufgestellt. 1976 wurde es abgebaut und auf einem Platz bei der Kirche gelagert. 2010 konnte es durch die Initiative des DFKs Goslawitz wieder hergestellt werden. |

|  | Kinderskulpturen Lage: an der Pfennigbrücke / Mühlgraben Errichtet: (vor 1935) Werk des Bildhauers Thomas Myrtek, ursprünglich fünf Skulpturen, zwei sind verschollen |

|  | Standbild Friedrichs des Großen Lage: an der Südseite des Oppelner Ringes, im Vorfeld des Rathauses Errichtet: 1936 Höhe des Denkmals: 2,95 m; 1945 eingeschmolzen |

|  | Denkmal für Albert Leo Schlageter Lage: Brücke über den Mühlgraben an der ul. Korfantego Wojciecha Errichtet: 1938 |

|  | Denkmal für gefallenen Soldaten der Roten Arme beim Kampf um Oppeln Lage: Sowjetischer Friedhof an der ul. Katowicka Errichtet: 1947 |

|  | Denkmal für Józef Lompa (oberschlesischer Dichter und Journalist) Lage: ul. Edmunda Osmańczyka, vor dem Alten Gymnasium Errichtet: 1965 |

|  | Denkmal für Adam Mickiewicz Lage: ul. Katowicka, Vor der Peter-und-Paul-Kirche Errichtet: 1965 aufgestellt zum 20. Jahrestag der Befreiung von Oppeln |

|  | Pegasus-Skulptur Lage: pl. Teatralny Errichtet: 1969 Die Skulptur existiert heute nicht mehr. |

|  | Oppelner Nike Lage: Plac Wolnosci Errichtet: 1970 zu Ehren der Kämpfer für das Polentum in der Oppelner Region, 2011 saniert |

|  | Denkmal für die 2. und 3. Panzerbrigade Lage: Ul. Niedmodlinksa Errichtet: |

|  | Gedenkstein zum 30. Jubiläum der Polnischen Volksarmee Lage: ul. Niemondlinska Errichtet: 1973 |

|  | Denkmal für Maria Konopnicka Lage: ul. Ludwika Waryńskiego Errichtet: 1984 |

|  | Denkmal für Jan Krasicki Lage: ul. Bytnara Jana "Rudego" – Osiedle Armii Krajowej Errichtet: 1984 Das Denkmal wurde 1991 demontiert. Der Sockel steht bis heute an der gleichen Stelle. |

|  | Gedenkkreuz für die gestorbenen Soldaten beim Autounfall 1985 Lage: Bahnunterführung ul. Krapkowicka Opole-Szczepanowice Errichtet: 1991 1985 ereignete sich ein schwerer Unfall an der Bahnunterführung an der ul. Krapkowicka in Opole-Szczepanowice. Dabei starben mehrere Soldaten. |

|  | Denkmal für die Gefallenen des Zweiten Weltkriegs in Oppeln-Czarnowanz Lage: Friedhof in Czarnowanz Errichtet: |

|  | Denkmal für die Gefallenen des Zweiten Weltkriegs in Oppeln-Winau Lage: Friedhof in Oppeln-Winau Errichtet: 1992 |

|  | Denkmal 150-Jahr-Feier Schienenverkehr in Schlesien Lage: Am Empfangsgebäude des Oppelner Hauptbahnhofs Errichtet: 1993 |

|  | Gedenkstein zum Zweiten Weltkrieg Lage: Errichtet: 1994 |

|  | Gedenkstein für den Polnischen Untergrundstaat Lage: Osiedle Armii Krajowej Errichtet: 1994 |

|  | Technologiedenkmal Lage: am Bahnhof Opole Główne Errichtet: 1996 |

|  | Denkmal der ehemaligen Synagoge Lage: ul Piastowski (Hafenstraße) Errichtet: 1998 Denkmal für die 1938 zerstörte Synagoge, heute steht an ihrer Stelle ein Schulgebäude. |

|  | Denkmal für das Oderhochwasser 1997 (Sławice) Lage: Stadtteil Sławice – An der katholische Kirche Errichtet: 1998 |

|  | Denkmal Lage: Plac Wolnosci Errichtet: 2000 Der Sockel hat die Form der Woiwodschaftskarte. |

|  | Denkmal für Herzog Johann der Gute Lage: vor dem Haupteingang der Oppelner Universität – ul. Oleska Errichtet: 2000 |

|  | Denkmal für Agnieszka Osiecka Lage: Universitätshügel Errichtet: 2002 |

|  | Denkmal Damy Pasiecznej Lage: Hinter dem Gebäude des Polnischen Rundfunks Errichtet: 10. Juli 2002 aufgestellt zum 5. Jahrestag des Oderhochwassers |

|  | Promenade der Stars des polnischen Liedes Lage: an der östlichen Seite des Oppelner Rings Errichtet: 28. Mai 2004 |

|  | Dominikanersäule Lage: Universitätshügel am Collegium Maius Errichtet: 2006 4,2 m hohe Säule, die an die Zeit der Dominikaner in Oppeln (1295–1811) erinnert. |

|  | Gedenkstein für den antikommunistischen Untergrund Lage: Plac Wolnosci Errichtet: 2006 |

|  | Gedenktafel für Papst Johannes Paul II. Lage: Universitätshügel Errichtet: 2006 Mitbegründer und Ehrendoktor der Universität Oppeln; Das Denkmal wurde am 2. April 2006 um 21:37 Uhr enthüllt, dem Todeszeitpunkt von Papst Johannes Paul II. |

|  | Skulptur Harmonia Lage: ul. Krakowska - An der Oppelner Philharmonie Errichtet: 2006 Marmorskulptur von Rolandas Smitas aus Litauen |

|  | Rzeźba Gwiazda (dt. Sternenskulptur) Lage: An der südöstlichen Seite des Oppelner Rings Errichtet: 2006 Marmorstatue von Witold Pichurski |

|  | Adalbertbrunnen Lage: Universitätshügel Errichtet: 2006 |

|  | Skulptur "Lied" Lage: pl. Teatralny Errichtet: 2006 Bildhauer Ignacy Nowodworski |

|  | Säule der Sanftheit und Hoffnung Lage: Universitätshügel Errichtet: 2008 poln. Muza Łagodności i Nadziei |

|  | Denkmal für Czesław Niemen Lage: Universitätshügel Errichtet: 2008 |

|  | Denkmal für Jerzy Grotowski Lage: Universitätshügel Errichtet: 2008 |

|  | Denkmal für Jeremiego Przybory und Jerzego Wasowskiego Lage: Universitätshügel Errichtet: 2008 |

|  | Denkmal für Karol Musioł (1953–1965 Bürgermeister der Stadt Opole) Lage: ul. Zamkowa, am Archiv Errichtet: 2008 |

|  | Denkmal für Marek Grechuta Lage: Universitätshügel Errichtet: 2008 |

|  | Gedenkstein zum 80. Bestehen der Feuerwehr in Chmiellowitz Lage: ul. Johannesa Gutenberga Errichtet: 2008 |

|  | Denkmal zum 10. Jahrestag der Verteidigung der Woiwodschaft Oppeln Lage: ul. Piastowska - Vor dem Regierungsgebäude Errichtet: 2008 |

|  | Denkmal für Johannes von Krakau Lage: Ul. Prószkowska Errichtet: 2011 |

|  | Denkmal für Jerzy Popiełuszko Lage: Plac Katedralny Errichtet: 2011 Das Denkmal wurde am 13. Dezember 2011 eingeweiht. |

|  | Denkmal für August Emil Fieldorf Lage: Parkanlage Park na osieldu im. Armii Krajowej im Stadtteil Goslawitz Errichtet: 2011 |

|  | Václav-Havel-Denkmal Lage: Ul. Muzealna - An der Treppenwand hin zur Bergelkirche Errichtet: 2012 |

|  | Denkmal für Jonasz Kofta Lage: Treppenaufgang zum Collegium Maius - Plac Kopernika Errichtet: 2013 |

|  | Melpomena Statue Lage: Im Garten des Collegium Maius - Plac Kopernika Errichtet: 2013 |

|  | Heraklesstatue Lage: Oppelner Universität am Collegium Maius Errichtet: 2016 |

|  | Denkmal für den Aufstand von 1956 in Ungarn Lage: Grünfläche zwischen Mühlgraben und der ulica Powolnego Errichtet: 2016 Der Hölzerner Obelisk wurde zur 60-Jahr-Feier nach dem Ungarnaufstand aufgestellt. |

|  | Pferdetränke Lage: Oppelner Ring Errichtet: 2017 Die Pferdetränke stands eins am heutigen Plac Wolnosci. Anlässlich der 800-Jahr-Feier der Stadt Opole wurde sie rekonstruiert und am Ring aufgestellt. |

|  | Reiterstandbild Fürst Kasimir I. von Oppeln Lage: Oppelner Ring Errichtet: 2018 Das Denkmal für Kasimir I. von Oppeln wurde zur 800-Jahr-Feier der Stadt Oppeln in Auftrag gegeben. Erst ein Jahr darauf konnte es an der südlichen Seite des Rings aufgestellt werden. |

|  | Denkmal "Ostrówek" Lage: Am Schlossteich Errichtet: 2019 Bei dem Denkmal handelt es sich um drei Marmorplatten mit der Einzeichnung der frühzeitlichen Siedlung am Ostrowek. |

|  | Statue Wladislaus II. von Oppeln Lage: Plac Kopernika, vor dem Oberen Schloss Errichtet: 2021 |

|  | Denkmal zum Gedenken an die schlesischen Aufständischen Lage: Hauptfriedhof Errichtet: 2021 |

|  | Konfuzius–Denkmal Lage: Politechnika Opole – Chinesischer Garten Errichtet: 2022 |

|  | Denkmal zum Gedenken an die Opfer von Covid-19 Lage: Hauptfriedhof Errichtet: 2022 |

|  | ' Lage: Errichtet: |

|  | Gedenkstein für die Verfolgten Polen im Dritten Reich Lage: ul. Zamkowa - Hinter der Franziskanerkirche Errichtet: |